# 指定工事店
指定工事店（していこうじてん）は、施工業者の業態の一つで、主に設備関連に携わる工事店をいう。

## 概要
日本では、講習会や資格試験を受け、関係諸官庁やメーカー、若しくは元請けに対して指定工事に関わる申請や届け出等を行った後に一定以上の技量や資格を有すると認められて、指定した工事を特定の工事範囲内、もしくは特定の地域内で独占的に事業を行う施工業者もしくは工事業をいう。一般的には地方自治体から指定を受けて上下水道の施工に携わる企業若しくは事業所を指すことが多い。

## 上下水道工事
地方自治体では、上下水道工事に携わる企業や事業所を対象にして事業体ごとに登録制を採用して監督指導および管理しており、多くは市町村単位でこれを行なっている。
専属の給水装置工事主任技術者（国家資格）が在籍していることや水道設備工事施工のための機材を保有していることが必要条件とされている。
一般的には“水道屋”、“設備屋”、“設備家”の中で、正規の認可企業であるのが「指定工事店」である。指定工事店は、ほとんどの企業が10人以下の社員で構成されることが多い。
建設業のなかでも特に3Kと呼ばれる業種のひとつとして挙げられる向きもあり、日ごろは目立たない職種であるが、住宅等にあっては建物内の漏水の有無をメーターから読み取り日常的な使用量と比較して異常が予想される際には関係官庁や使用者に連絡するなど、水道行政の最前線に位置付けられている。

### 工事の種類
- 上水道の新設・増設・修理
- 排水設備工事

## 機械設備
高度な仕組みをもつ機器にあっては、設置や調整の際に一定水準以上の専門知識が求められるものがあり、有資格者が施工・調整を行わないと機器の機能を発揮できないものがある。指定工事店もしくは指定工事業者はこのような機器を対象に独占して施工・調整する。

### 工事の種類
- 電気設備
- 空調設備
- 通信設備
  - 電話設備

## 施主工事
工事を発注する施主の立場ではノウハウの流出を防止する目的で、特定工事にあっては施主工事がある。このような特定工事では施主が指定する関連企業や工事店、あるいは特定企業に発注し、施主の期待する品質を満たすために施工する。このような発注先の工事業者を指定工事店、もしくは指定工事業者という。本体工事とは別に施工を行う。

### 防犯工事
防犯・防護を扱う代表的な業種である銀行では外部からの侵入や犯罪に対して防御するために部外者に情報が漏洩しないように工事店や指定機器メーカーを指定する場合が多い。
- 金庫工事
- 防犯工事

### 商品陳列
物品販売の代表的な業種で大規模な床面積をもつ百貨店やスーパーマーケットでは独自の陳列ノウハウや間取りのレイアウトがあり、客の動線を熟知した什器備品の陳列を行う内装業者や家具業者が存在する。開店セールまでの工事工程は元より出店してくるテナント各店との調整などを行う。
- 内装工事
- 家具工事